# HMS Veteran (D72)
Pour les autres navires du même nom, voir HMS Veteran.
Pour les articles homonymes, voir D72.
Le HMS Veteran est un destroyer de la classe Admiralty W modifiée de la Royal Navy.

## Histoire
Commandé en janvier 1918, le destroyer fait du programme de guerre 1918-1919. Le HMS Veteran est validé le 13 novembre 1919 et assigné à la 3e flottille de destroyers de l'Atlantic Fleet. La flottille est transférée à la Mediterranean Fleet en 1923 puis à la China Station. Il participe à l'incident de Nankin en mars 1927. Dans les années 1930, après une remise en état, il est mis en réserve, remplacé par des destroyers plus modernes.
En 1939, le HMS Veteran est dans un chantier naval pour une refonte majeure. La réserve de torpilles est remplacée par un canon de marine de 12 livres QF 12 cwt. Il est remis en service en novembre 1939 et commandé par Jack Broome (en). En décembre, il rejoint la 18e flottille de destroyers du Western Approaches Command à Plymouth pour escorter les convois contre les sous-marins. En février 1940, il fait une collision avec un autre navire et en mars avec le SS Horn Shell, le destroyer doit être réparé.
En avril, le HMS Veteran est transféré à Scapa Flow après l'invasion de la Norvège par l'Allemagne. Il escorte les convois de la campagne puis du retrait jusqu'à sa collision avec la cargo Ngkoa le 29 mai.
Le HMS Veteran est transféré à Harwich pour protéger des convois en mer du Nord. De juillet à novembre, il fait aussi des patrouilles contre l'invasion. Au cours d'une patrouille au large d'Ostende avec le HMS Wild Swan (en) et le HMS Malcolm (en), il coule plusieurs barges de débarquement. Le HMS Veteran est endommagé par une mine acoustique (en) et doit être réparé. Il reçoit alors un canon de 20 mm Oerlikon de défense anti-aérienne.
Fin septembre, le HMS Veteran revient au Western Approaches Command et est basé à Londonderry pour les convois atlantiques. Il le fait jusqu'en janvier 1941 et la collision avec le HMS Verity. En février, il est à Barrow-in-Furness pour une réparation et une remise en état.
De retour en service le 13 mars, il participe la semaine suivante à la recherche des navires allemands Scharnhorst et Gneisenau. En septembre 1941, il lâche des grenades anti-sous-marines sur le sous-marin allemand U 207 qui attaque le convoi SC 42. Le sous-marin coule, on accrédite le sabordage au Veteran et au HMS Leamington.
En janvier 1942, il subit une conversion comme un navire d'escorte de courte distance dans un chantier naval commercial à Londres. Son artillerie est entièrement revue. En mars, il est détaché pour servir le long de la côte est des États-Unis et du Canada. De mai à août, il protège les convois entre Terre-Neuve et les ports américains.
En septembre 1942, il est nommé pour le convoi spécial RB1. Le 16, il navigue avec le HMS Vanoc (en).
Le 23, le convoi est repéré par l'U 380, la flottille de sous-marins allemands reçoit l'ordre d'attaquer. Le 25, les SS Boston et SS New York sont coulés. Le lendemain, le convoi se regroupe, le HMS Veteran porte secours aux survivants du SS New York. C'est alors qu'il est touché par deux torpilles de l'U 404. Le HMS Veteran coule rapidement au sud de l'Islande après une explosion. Les membres d'équipage ainsi que de survivants du SS New York meurent.